# Klokkestol
 Ikke at forveksle med Klokkestabel.
En klokkestol er det stillads, i hvilket større klokker ophænges og svinger. Da ved ringningen hele tårnet sættes i svingninger, må klokkestolen ikke alene være solid, men heller ikke stå i fast forbindelse med tårnets mure. Klokkernes kroner forbindes ved bånd af smedejern med stærke rigler af egetræ, hvis ender er forsynede med jerntapper således, at klokkerne kan vugge i de dertil på den egentlige klokkestol anbragte lejer. Klokkestolen selv er sammennittet af vinkel- og fladjern eller afbundet af godt egetømmer.
Klokkerne bevæges ved en vægtstang, som påvirkes fra neden — oftest ved at trække i et reb. Ved patent-klokkestolen er rigelen af jern og dannet som en krumtap; ved klokkeringningen flyttes klokkens tyngdepunkt derfor langt mindre, og den bliver altså lettere at trække.

## Ekstern henvisning
- Fraugde kirkes nye klokke monteres i klokkestolen Arkiveret 4. februar 2022 hos  Wayback Machine - billedserie fra Fraugde Kirke 2011